# Joc educatiu
Els jocs educatius són jocs explícitament dissenyat amb propòsits educatius, o que tenen incidental o valor educatiu secundari. Tots els tipus de jocs poden ser utilitzats en un entorn educatiu. Els jocs educatius són jocs que són dissenyats per ajudar persones a aprendre sobre temes segurs, expandir conceptes, reforçar desenvolupar, entendre un esdeveniment històric o cultura, o assistir-los dins aprenent una habilitat mentre juguen. Els tipus de joc inclouen tauler, targeta, i videojocs. Un joc educatiu és un joc dissenyat per ensenyar éssers humans sobre un tema específic i per ensenyar-los una habilitat. Mentre educadors, governs, i els pares s'adonen de la necessitat psicològica i beneficis de l'aprenentatge mitjançant jocs, aquesta eina educativa ha esdevingut una idea dominant. Els jocs interactius ens ensenyen objectius, regles, adaptació, el problema que soluciona, interacció, tot representat com a història. Satisfan la nostra necessitat fonamental d'aprendre per proporcionar diversió, implicació apassionada, estructura, motivació, ego, gratificació, adrenalina, creativitat, emoció i interacció social en el joc ell mentre l'aprenentatge té lloc.

## Orígens
En el seu assaig clàssic, "Cartes sobre l'educació estètica de l'home", Friedrich Schiller parla del joc com una manera de civilitzar, el qual ajuda a augmentar els instints dels éssers humans i esdevenir membres de comunitats il·lustrades. Declara que "els éssers humans només són plenament ésser humà quan juguen". Tot i que el text està limitat per les creences de l'autor en conceptes com la llibertat i la bellesa, prepara l'escenari per a l'estudi clàssic de Johan Huizinga, "Homo Ludens".
Els jocs, molt de temps han estat emprats com a mitjans d'educació. Utilitzant el joc antic d'escaquístic, provinent de l'edat mitjana, van aprendre estratègies de guerra. Durant la Guerra Civil, els voluntaris de Rhode Island van jugar americans Kriegsspiel, el qual al principi hi havia estat creat dins 1812 per entrenar als agents de guerra Prusians. Llavors, a principis del segle xix, va venir la creació de Guarderia per Friedrich Fröbel, el qual va ser basat damunt aprenent a través de joc. Els nens estaven encantats en el seu Fröbel Regals, joguines educatives senzilles com blocs, cosint caixes, argila, i tramant materials.

## Teoria
Segons Richard N. Van Eck, hi ha tres aproximacions principals per a crear un programa que estimule el creixement cognitiu en el jugador. Aquests tres aproximacions són: construint els jocs de zero creats per educadors i programadors; comercial integral fora de plataforma (COTS); i creant jocs de zero construïts pels estudiants. El que més s'ha dut a terme és incorporar els jocs de COTS a l'aula amb la comprensió dels resultats d'aprenentatge que l'instructor té pel curs. Això serveix al mestre per comprar als resultats positius d'utilitzar jocs digitals per educació. També requereix mestres per tenir autoeficàcia adequada respecte de l'ús d'aquests jocs i la seva tecnologia. Els estudiants normalment tenen quantitats altes de autoeficàcia dins l'ús de jocs digitals, mentre la manca de mestres de confiança per incorporar els jocs digitals perquè normalment resulta menys l'ús educatiu eficaç dels jocs. Tanmateix, Gerber i Preu (2013) han trobat que mestres sense experiència amb els jocs digitals no els impedeix del desig d'incorporar-los dins la instrucció de classe, però els districtes han de crear un lloc de suport per al desenvolupament professional regular, i suport financer adequat per implementar joc a classe.
Els jocs sovint tenen un element de fantasia que compromet jugadors en una activitat d'aprenentatge a través de la narració o històries línia. Els videojocs educatius poden motivar als nens i permetre'ls desenvolupar una conscienciació de conseqüencialitat. Els permet als nens expressar-se com individus aprenent i comprometent-se en els assumptes socials. Avui els jocs són més socials, amb més joves jugant amb jocs d'altres durant un temps i pot incorporar molts aspectes de vida cívica i política. En les aules, el joc social ha dut a plataformes com Kahoot! Està obtenint tracció, mentre habiliten estudiants per reforçar coneixement, agafa propietat del seu progrés cap a aprendre objectius i desenvolupament social i habilitats de lideratge. Estudiants que participen en els videojocs educatius poden oferir idees més significatives dins totes les àrees acadèmiques.
L'èxit de l'aprenentatge mitjançant el joc es deu a les estratègies d'interacció i participació activa al centre de l'experiència, i assenyala que els mètodes educatius actuals no estan comprometent prou als estudiants. La experiència i la afinitat del jocs per l'aprendre les eines és una característica cada vegada més universal entre l'educació més alta. L'aprenentatge mitjançant el joc és una categoria en expansió, variant el paper senzill dels jocs de llapis, ja que afegeixen recerques de paraules completament usuals fins a complexes, multijugadors en línia (MMO) i jocs que juguen funció. L'ús del joc col·laboratiu proporciona una oportunitat per als alumnes d'aplicar coneixement adquirit i a experimentar i aconseguir retroalimentació en la forma de conseqüències o recompenses, per això aconseguint les experiències en el "per a estar segur en el món virtual ".
La construcció de l'aprenentatge en els jocs és el que marca un joc que es pot disfrutar. El progrés del jugador en un joc és marca a través del aprendre. És el procés de la ment humana que agafa i esdeveneix l'entendre d'un sistema nou. El progrés d'entendre un concepte nou a través del jugar fa que un individua senta sentit de premi si el joc és considerat diversió (Trucada de Deure) o seriós (FAA-simulador de vol aprovat). Ben dissenyant els jocs motiven als jugadors a introduir-se dintre dels entorns d'aprenentatge ideal. Els reptes mundials són més fàcils dins d'un joc que conté experiències eficaces, interactives que activament comprometen persones en el procés d'aprenentatge. Un joc exitós es basa en aprendre del entorn, escollint accions, experimentant conseqüències, i treballant cap als objectius que permet als jugadors fer equivocacions a través d'experimentació en un risc-entorn lliure. Els jocs tenen regles, estructura i objectius que inspiren a la motivació. Els jocs són interactius i proporcionar resultats i retroalimentació.
Identificant-se amb el caràcter dins del videojoc és un factor important en el potencial d'aprenentatge del jugador. Alguns dels jocs electrònics permeten al jugador crear un avatar que és dissenyat i “posseït” pel jugador. Aquesta caracterització és una expressió de l'humà creant el caràcter virtual.Això ha obert un conjunt nou de possibilitats científiques. El món virtual pot ser utilitzat com a laboratori. Les relacions i l'espai dins dels jocs pot simular relacions i societats complexes sense havent de veritablement participar. Aquesta aplicació d'un avatar dins no limita els exercicis de simulacre. Segons Bainbridge, les entrevistes i la recerca etnogràfica podrien ser conduïdes dins de la realitat de l'espai de joc. Això podria incloure experiments en psicologia social i ciència cognitiva. El fet que creadors de joc i jugadors estan volent experiències noves dins dels jocs, la introducció “d'experiments” podria augmentar el nivell de joc i compromís

## Tipus de jocs educatius

### Jocs educatius infantils
Els jocs infantils destinats a l'aprenentatge són una de les tipologies més populars de jocs educatius. A partir del segle xix els jocs comencen a ser classificats en funció dels seus objectius i es publiquen força obres sobre jocs i esports. Entre altres exemples, a l'obra Juegos de niños (1847) es recullen diversos jocs a partir de la traducció dels millors manuals acabats de publicar a París. L'autor els classifica en funció de l'edat i gènere dels protagonistes: jocs per a la infància, jocs per a l'adolescència, i dins d'aquests períodes, els que són propis als nens, a les nenes i a ambdós sexes.
Aquest tipus de jocs sovint es basen en jocs tradicionals, tant d'esforç físic com mental, i quan cal s'adapten per a treure un rendiment pedagògic que inicialment no tenien present. Són usats pels mestres per tal de crear interès i motivació en els infants convertint el procés instruccional en una activitat més amena i divertida.
Amb la introducció i popularització de les TIC, els jocs infantils han proliferat en el format digital i s'han creat multitud d'iniciatives i aplicacions mitjançant les quals els alumnes més joves són capaços d'utilitzar recursos multimèdia amb la finalitat clara d'aprenentatge, ja sigui de forma autònoma o guiats per professors o facilitadors.

### Videojocs
Els videojocs afavoreixen el desenvolupament de diverses capacitats cerebrals, com les capacitats motores, espacials i cognitives. També permeten adquirir uns coneixements i uns principis. Plantejen situacions que necessiten ser resoltes, i això potencia les capacitats de valoració d'opcions, de sentit crític i de decisió.
Existeixen una gran varietat de videojocs educatius avui en dia, que abracen un ampli ventall de possibilitats. Hi ha videojocs que desenvolupen la memòria i l'observació, altres la part més creativa, n'hi ha que ajuden a aprendre algun idioma, altres que fan exercir el nostre cervell amb càlculs matemàtics, etc. Permeten la interacció entre els nens, això els permet treballar col·laborativament, d'aquesta manera s'ajuden els uns als altres i aprenen junts.
Els videojocs afavoreixen l'aprenentatge a través del llenguatge audiovisual. El cervell humà està dividit en dos hemisferis i cada un desenvolupa unes funcions determinades:
- L'hemisferi esquerre és el que controla la part dreta del cos i és el que desenvolupa les funcions analítiques, lògiques, del llenguatge, etc.
- L'hemisferi dret és el que controla la part esquerra del cos i s'ocupa de les funcions emocionals, creatives, musicals, identificació d'imatges, etc.

S'ha demostrat que l'ésser humà aprèn millor amb les emocions, amb el llenguatge audiovisual. Aquest facilita la transmissió d'emocions. Els videojocs treballen amb el llenguatge audiovisual i aconsegueixen crear i transmetre moltes emocions en els seus usuaris.

### Jocs Seriosos
Els jocs seriosos són jocs tecnològics pensats i creats amb finalitats educatives i informatives (Dicheva et al, 2015). La metodologia del joc seriós es basa en aprendre jugant, cal que l'alumnat desenvolupi unes competències concretes i assoleixi els objectius d'aprenentatge que es volen assolir amb aquell joc en concret dissenyat concretament per a una finalitat concreta. La clau dels jocs seriosos és que el seu propòsit és ensenyar quelcom concret. Són jocs que situen a l'aprenent en contextos molt particulars per aprendre un coneixement o habilitat específica: busca incidir en la resolució de problemes reals en entorns fabricats que simulen la realitat, serien els simuladors o propostes de realitat virtual. Tot i que poden ser experiències divertides, aquesta no és la finalitat del joc, sinó més aviat incidir en la transformació social, el desenvolupament d'habilitats, la salut emocional, entre d'altres. Poden ser especialment útils per a pràctiques prèvies a la realitat d'estudiants que podrien resultar perilloses si es portessin a la pràctica a la vida real directament, per tant aporten una ensenyança segura i real (Wouters, Van Nimwegen, van Oostendorp i van der Speak, 2013).Un dels avantatges dels jocs seriosos és que augmenten la motivació i el compromís dels estudiants, i d'aquesta manera augmenta la seva memòria i retenció sobre el que han après mentre jugaven. Realitzar una pràctica el més semblant possible a la realitat, suposa que els estudiants facin un aprenentatge de qualitat. S'emmarquen en el "Learning by doing", que causa un aprenentatge més efectiu i durador en el temps.

### Altres
- El breakout educatiu o escape room és una tasca lúdica immersiva en la qual l'alumnat ha de superar una sèrie de reptes o missions per obrir candaus o una caixa tancada, ja sigui de forma real en el món físic, o simulada en el món online. Els reptes que s'acostumen a plantejar són: respondre preguntes, resoldre operacions matemàtiques, ordenar lletres per a compondre paraules, o paraules per a compondre frases, traduir paraules o frases, ordenar fets cronològicament, elegir la imatge correcte, etc. Aquests tipus de metodologies actives generen un alt nivell de motivació en l'alumnat, permeten el treball cooperatiu i afavoreixen l'adquisició de competències clau.
- Els jocs de rol són activitats lúdiques en la que els participants interpreten models de comportament que no són els seus. En educació infantil Piaget ja defineix un element coincident que són els jocs simbòlics. La diferència està en el fet que el joc de rol té unes normes més complexes, preestablertes i assumides per tothom, ja que és un joc en grup. Però sobretot, la gran diferència és que no és un joc d'infants, sinó de joves i adults (Brell, 2006).
Aquestes dues modalitats lúdiques d’aprenentatge són molt adients per a finalitzar unitats o temàtiques. Són encertades com a activitats de repàs o bé per fer (auto)avaluacions de coneixements i habilitats.

## Aprenentatge basat en jocs
L'aprenentatge basat en el joc (en anglès Game-Based Learning, GBL) és una pràctica educativa que es fonamenta en l'ús de jocs educatius per tal de millorar la motivació i adquisició de coneixements i competències per part dels alumnes en el seu procés d'aprenentatge. En particular, es refereix a jocs digitals tot i que també inclou els tradicionals, amb la finalitat de donar suport a l'educació, l'aprenentatge i/o l'avaluació. Es considera "una manera eficaç per a motivar els estudiants i participar en experiències d'aprenentatge actiu" (Charlier, Ott, Remmele & Whitton, 2012). Per tant, l'aprenentatge basat en jocs és l'acte d'apropiar-se dels jocs o la mecànica del joc, recreant els processos d'aprenentatge basats en escenaris i orientats als problemes que es troben en els jocs per complir propòsits d'aprenentatge específics, però no es converteix l'aprenentatge en un joc, sinó que l'aprenentatge és el joc en si.
El concepte d'aprenentatge basat en jocs sorgeix amb l'ús potencial dels videojocs a l'aprenentatge, és a dir, relacionar les estratègies del joc i la tecnologia com una nova metodologia per aplicar al context educatiu (Prensky, 2001; Gee, 2003; Durall, Gros, Maina, Johnson i Adams, 2012). Aquest forma part de les metodologies d'ensenyament i aprenentatge actiu, dins dels models del constructivisme, sociocontructivisme i connectivisme. Aquestes metodologies, inclòs el joc educatiu, tenen en comú que comporten la implicació activa de l'alumne, és un procés d'ensenyament-aprenentatge basat en pedagogies actives, que es posen en pràctica durant el procés educatiu. L'aprenentatge actiu que promouen les teories de pedagogies actives i, per tant, les seves concrecions a la pràctica, les metodologies actives; té com a fonament la reflexió de l'alumnat i que les activitats que se'ls plantegin els aportin un aprenentatge significatiu, experimental i durador en el temps.
Acostumen a ser jocs ja existents o videojocs utilitzats com a mitjà d'instrucció els quals han demostrat tenir uns beneficis en l'àmbit acadèmic:
- Augmenten la co-responsabilitat del propi aprenentatge en l'estudiant, com a protagonista actiu.
- Converteixen el procés d'ensenyament-aprenentatge en un moment agradable i participatiu, integrant la diversió en el procés.
- Afavoreixen el desenvolupament de la creativitat per a resoldre els reptes i problemes que planteja el joc.
- Implica un desplegament d'habilitats i competències transversals per part de l'estudiant, que són transferibles a situacions de la vida com per exemple del món laboral.
- Milloren les habilitats i el rendiment general de l'alumne, augmentant la seva productivitat.[21]

Els principis centrals de l'aprenentatge basat en jocs són:
1. Resolució de problemes: "Un joc no és més que un conjunt de problemes sense resoldre. Si no hi ha desafiament, no hi ha joc. El jugador ha d'aprendre el què cal per superar aquests problemes, i finalment guanyar el joc" (James Paul Gee).[22]
2. Acció en context: El context és el que realment imbueix la resolució de problemes en jocs amb significat. Exemples: el joc de Global Conflicts: Palestine, per explorar la complexitat dels conflictes israelo-palestins.[22]
3. Recepció de comentaris: La retroalimentació pot ser en forma de missatges escrits, diàleg, escenes, punts, mesuradors de la salut, sons, vibració, etc.[22]
4. Desafiament òptim: El desafiament del joc ha d'estar estretament relacionat amb les habilitats i competències de l'usuari, per tal que aquest pugui tenir una experiència òptima.[22]
5. Zones segures: Aquests jocs ens proporcionen una zona segura on podem explorar i interactuar amb el món, aprenent i solucionant tota mena de problemes.[22]

## Ludificació o gamificació[modifica]
Tot i que tenen elements comuns no hem de confondre els jocs educatius amb el concepte de gamificació, doncs no són equivalents. El terme gamificació o ludificació (gamification) està documentat per primera vegada l'any 2008. La gamificació va començar a utilitzar-se en l'àmbit dels negocis per indicar l'ús d'elements de joc amb la finalitat d'atraure, animar i convèncer als usuaris a la realització de determinades accions. En l'àmbit educatiu consisteix en l’ús dels elements del disseny de jocs en contextos que no són jocs (Deterding, Dixon, Khaled i Nacke, 2011), aprofitant l'experiència sensorial que aporta el joc (Radoff, 2011). Així doncs, la gamificació és un terme usat per descriure l’ús d’elements del joc en altres entorns per millorar l'experiència de l’usuari (Kapp, 2012), però també per involucrar la gent i solucionar problemes (Deterding et al., 2011; Zichermann i Cunningham, 2011; Werbach i Hunter, 2012). Resumint és l’ús d’elements propis dels jocs i tècniques de disseny de jocs en contextos que no són pròpiament lúdics (Kevin Werbach, 2017).
La gamificació és fer viure com una experiència de joc una activitat que no ho és. D'una banda, els educadors han de transformar la seva mirada davant les activitats educatives, pensant-les en clau d'experiències d'aprenentatge, i d'altra banda han de pensar com dissenyen aquestes experiències agafant elements pròpis dels jocs. Gamificar un procés educatiu que no és jugar, és seleccionar elements de disseny de joc com: reptes, avatars, insígnies, missions heroiques, combats, desbloqueig de contingut, premis, taules de classificació, nivells, punts, o missions, entre d'altres; millorant la motivació dels alumnes. Tots aquests elements, ben integrats en una proposta educativa, la transformen en una proposta gamificada.
En el moment de dissenyar una gamificació educativa d'èxit, cal tenir en compte quatre aspectes:
1. Donar la resposta a una pregunta.
2. Un cop tenim la pregunta, cal pensar en el nostre usuari.
3. Escollir quins són els elements de joc per tal de dissenyar la nostra gamificació (capacitat de triar, missions, retorn, narrativa, progrés i personalització).
4. Un cop s'ha dissenyat i portat a terme, cal tornar a repensar com ho podem transformar per millorar la forma d'aprendre.[28]

## Aplicacions
Tradicionalment, la tecnologia utilitzada en escola opera normalment per solucionar problemes d'una manera divertida, particularment en matemàtiques. Normalment fan estudis de cas a dissenyar per introduir estudiants a tecnologies segures en un esforç per preparar-los per un futur important assignatures que requereixen el control de la tecnologia. També han estat desenvolupats per treballar en el món virtual. Més recentment, els jocs educatius han estat desenvolupant-se per estudiants d'Educació més alta, combinant estudis reals de casos mundials en un entorn virtual per estudiants per tenir un compatible, 24/7 experiència 'virtual' educativa. Dins algunes escoles públiques implementen estàndards de nucli comú, en els aprenentatge bast en el joc trobem programes que són utilitzats per educadors com a suplement dels seus programes d'ensenyament. Segons un estudi de cas recent per una organització, els mestres troben alguna ajuda en els jocs d'aprenentatge digital adreçats amb aligment en nucli comú.
En el futur, la tecnologia i els jocs són esperats per ser utilitzat dins entorns de simulacre per simular assumptes mundials reals. En el sector professional, com formació de vol, els simulacres són ja utilitzats en un esforç per preparar pilots per entrenar abans que de fet sortint en les avions. Aquestes sessions de formació solen simular els estressos de la vida real sense el factor de risc associat de volar. La simulació mitjançant jocs és utilitzada en altres àrees professionals també; una temàtica espia ha solgut millorar habilitats de vendes a Avaya, i un joc de simulacres 3D ha valgut com a emergència de Ciutat de Nova York de tren.
Abans de decidir com utilitzar l'aprenentatge basat en joc, l'entrenador primer s'ha de determinar en què els agradaria als entrenadors que aprengueren. Un entrenador que falla per enfocar l'entrenament al voltant d'una idea central corre el risc d'utilitzar un joc que falla per connectar amb els aprenents. Per impedir això, s'ha de recopilar material demogràfic (grup d'edat, familiaritat, context educatiu)de manera que el material no és tampoc difícil, ni massa familiar. Reunint idees de nens d'hora en el procés de disseny ha cedit les idees útils a quins nens volen dins la tecnologia en general o en un tipus específic d'aplicació. 	
La implicació primerenca dels nens en els requisits que reuneixen va revelar pistes aproximadament diferències deL gènere en preferències relacionades amb la tecnologia, les habilitats de navegació dels nens, maneres de presentar informació textual, la varietat d'elements per ser inclosos dins interfícies d'usuari i les seves estructures, i el desig dels nens a personalitzar les seves aplicacions. Els multijugadors la funció que juga als jocs (MMO) ens proporciona oportunitats als jugadors per millorar tals habilitats mentre, “aprenentatge complex, pensament, i pràctiques socials”. MMO`s també proporcionar una xarxa social que pot afavorir el joc col·laboratiu i aprenentatge, així com la formació d'equips, comunicació dins d'un grup i l'ajuda enforteixen identitats individuals i comunals.

## Estratègies de disseny de jocs educatius
Són diversos els autors que han estudiat jocs i videojocs per a descriure els elements que contenen en el seu disseny. Existeixen marcs diversos que s'utilitzen com a referències en el disseny de jocs educatius, com: Mechanics, Dynamics & Aesthetics-MDA (Hunicke, LeBlanc i Zubeck, 2004; Zichermann i Cunningham, 2011), Mechanics, Dynamics & Emotions-MDE (Robson et al., 2015) i Dynamics, Mechanics & Components-DMC (Werbach i Hunter, 2015), entre d'altres. Malgrat no existeix un acord en la descripció i classificació dels elements del joc (Dicheva et al., 2015), aquells fonamentals dins d'una estratègia de disseny són els següents:
- Objectius i reptes: Presenten un repte o situació problemàtica que els jugadors i jugadores han de resoldre. Ajuden a entendre la finalitat i propòsit de l'activitat i generen motivació.
- Regles de joc: Limiten les accions dels jugadors i jugadores. Han de ser senzilles, clares i moltes vegades, intuïtives.
- Narrativa: Situa als i les participants en un context realista per a dur a terme les seves accions.
- Llibertat d'elecció: Permet que els jugadors i jugadores disposin de diferents possibilitats per explorar i avançar en el joc i aconseguir els diversos objectius
- Llibertat per equivocar-se: Facilita prendre riscos sense por o dany irreversible, de manera que propicia a una millora de la confiança i participació dels i les participants.
- Recompenses: Béns rebuts quan t'apropes a l'objectiu. Motiven la competència i el sentiment d'assoliment.
- Retroalimentació: Indicadors que permeten que els jugadors i jugadores sàpiguen si actuen de forma correcta o errada i en quina mesura s'apropen al seu objectiu.
- Estatus visible: Permet que els i les participants tinguin present el seu avanç i el dels altres. Pot generar reputació, credibilitat i reconeixement.
- Cooperació i competència: Estimula a que els i les jugadores treballin plegades per un fi comú o s'enfrontin per aconseguir-hi abans o millor que els altres.
- Limitació de temps: Introdueix una pressió per a complir els objectius en un període determinat.
- Progrés: Guia i dona suport als estudiants organitzant nivells o categories per dirigir l'avanç. Permet que els jugadors i jugadores desenvolupin les seves habilitats cada vegada més complexes.
- Sorpresa: Elements inesperats que poden ajudar a motivar o mantenir a jugadors i jugadores involucrats.[38]

En el procés de disseny també és important tenir en consideració la tipologia de jugadors i jugadores a qui anirà dirigit el joc a fi de generar un ambient atractiu per a tothom (Kim, 2015). Partint dels diferents interessos i motivacions de jugadors i jugadores Bartle (1996), va proposar classificar-los en exploradors, triomfadors, socialitzadors i assassins. Per la seva banda, Marczewaski (2013) proposa una altra classificació a partir també de les motivacions dels i les participants: Socialitzadors, Esperits lliures, Triomfadors, Filantrops, Jugadors i Revolucionaris.
Partint d'aquestes classificacions en el Tecnològic de Monterrey, proposa 6 tipologies de jugadors i jugadores:
- Exploradors: Els agrada veure totes les possibilitats que permet el joc i experimentar coses noves.
- Socialitzadors: Participen en jocs en benefici de la interacció social. Els agrada mantenir converses atractives i treballar de forma col·laborativa.
- Pensadors: Busquen com resoldre els problemes i oferir respostes creatives als mateixos.
- Filantrops: Són altruistes, els agrada proveir a la resta d'allò que necessiten.
- Triomfadors: Competitius, sempre desitgen guanyar i superar tots els reptes.
- Revolucionaris: Motivats per al canvi i per vèncer el sistema. Busquen conèixer les coses més estranyes que permet fer el joc.[38]

Durant la implementació dels jocs educatius cal considerar les etapes per les quals passaran els estudiants acompanyats dels docents (Yu-Kai, 2013; Sudarshan, 2013). Primerament, introduir les regles del joc, els seus components, mecàniques i narrativa. Seguidament, presentar una situació problemàtica de fàcil resolució de cara a motiva als jugadors i jugadores i comprendre la dinàmica del joc. En tercer lloc dirigir el procés dels i les participants amb guies i retroalimentació. Finalment, facilitar les condicions per avançar en el joc adquirint noves habilitats i coneixements.
El darrer elements a considerar en el disseny d'entorns d'aprenentatge basats en el joc és l'avaluació. Shute i Ke (2012) defensen que les evidències per avaluar les habilitats adquirides durant l'activitat les proporcionen les interaccions de jugadors i jugadores durant el joc. Tot i això, cal assegurar-se que l'avaluació sigui el menys intrusiva possible per mantenir l'atenció dels i les participants, això es pot aconseguir mitjançant l'avaluació discreta (Shute, 2011; Shute, Ventura, Bauer i Zapata-Rivera, 2009).
Els diversos elements del joc ens ofereixen indicis per avaluar. Els reptes i missions evidencien la capacitat d'aplicar coneixements i de realització de tasques concretes. La narrativa afavoreix la transmissió de contingut o l'associació de conceptes, idees o fets. Les regles permeten demostrar actituds com el respecte i l'honestedat. La llibertat d'eleccions fomenta la demostració d'habilitats com la presa de decisions, la resolució de problemes o la creativitat. La llibertat per equivocar-se evidencia actituds com la resiliència i la tolerància a la frustració. La cooperació o la competència propicien el treball col·laboratiu, el lideratge i la presa de decisions. La retroalimentació afavoreix l'adquisició del coneixement i la seva aplicació. La limitació del temps permet avaluar l'eficiència de processos, l'optimització de recursos i la resolució de problemes. Si no s'aconsegueix trobar oportunitats significatives per realitzar l'avaluació dins del joc també es pot fer a posteriori on es pugui demostrar allò après o fins i tot buscar estratègies de co-avaluació o retroalimentació entre sí.

## Crítiques als Jocs Educatius
L'aprenentatge basat en jocs és encara un tema d'investigació molt nou, ja que molts dels seus beneficis en l'àmbit educatiu es basen més en hipòtesis que en verificacions (Kim, 2015). També Dicheva et al. (2015), senyala que la majoria d'estudis analitzen les mecàniques i dinàmiques però són molt pocs els que analitzin científicament la seva efectivitat en ambients d'aprenentatge. En aquest sentit, Hsin-Yuan i Soman (2013), argumenten les experiències gamificades afecten directament al compromís i la motivació, però no hi ha evidència que això tingui una relació directa amb l'adquisició de coneixements i habilitats.
Els punts que no afavoreixen al joc dins l'aprenentatge, són pocs, malgrat existir, els estudis sobre el joc educatiu demostren que els avantatges d'aquest sobre l'aprenentatge són clarament superiors. Alguns d'aquests factors negatius són: - La possibilitat que alguns alumnes puguin perdre el temps i ser poc productius, per distreure's excessivament i oblidar l'objectiu del joc. - Alguns tipus de joc o metologies de joc no permeten el desenvolupament de l'experessió oral i/o relació/socialització. - El joc afavoreix la competitivitat i en excés pot fer perillar valors importants. - L'equilibri entre joc i aprenentatge és complexe i no qualsevol joc o tipologia de joc en qualsevol context implica aprenentatge i, per tant, pot resultar improductiu.
Finalment, el disseny d'accions d'aprenentatge basat en jocs consumeix molt de temps als docents que han d'idear, planejar i dissenyar la manera com s'ha de conjugar amb la instrucció i l'avaluació (Kapp, 2012; Chin, 2009). Si s'afegeix l'ús de les noves tecnologies encara esdevé una tasca més complexa al requerir d'una infraestructura tècnica i d'una correcta integració pedagògica (Dicheva et al., 2015).